# Déterminisme dur

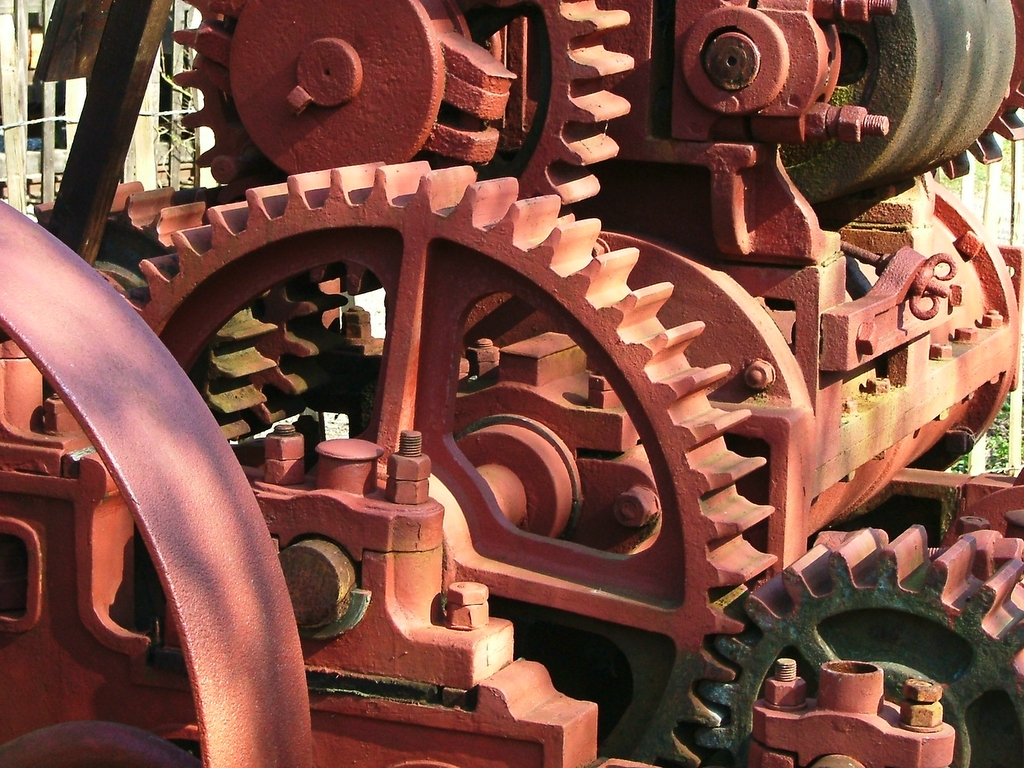
Les déterministes durs croient que les individus sont comme des horloges très complexes, en ce que tous deux sont des machines moléculaires

Le déterminisme dur (ou déterminisme métaphysique) est une position relative au libre arbitre qui soutient que le déterminisme est véritable, qu'il est incompatible avec le libre arbitre, et que par conséquent le libre arbitre n'existe pas. Bien que le déterminisme dur se réfère généralement au déterminisme nomologique, il peut aussi être une position prise par rapport à d'autres formes de déterminisme qui rendent nécessaire l'avenir dans son intégralité. Le « déterminisme dur » s'oppose au « déterminisme doux », forme compatibiliste de déterminisme, qui tient que le libre arbitre peut exister en dépit du déterminisme. Il s'oppose également au libertarianisme métaphysique (en), l'autre forme majeure d'incompatibilisme qui soutient que le libre arbitre existe et que la théorie déterministe est erronée.

## Panorama
Le déterminisme dur ne se réfère pas simplement à un déterminisme local mais à l'ensemble de la réalité (par exemple impliquant les effets de la lumière provenant d'autres galaxies, etc.) et pas seulement pendant une certaine période de temps déterministe, mais pour tous les temps[réf. souhaitée]. Cela signifie également que le rapport de causalité sera bidirectionnel. Tout comme les conditions initiales de l'univers ont sans doute déterminé tous les états futurs, de la même façon le présent nécessite-t-il le passé.
En d'autres termes, on ne peut pas changer un seul fait sans affecter l'ensemble de la chronologie. Parce que les déterministes durs soutiennent souvent le point de vue éternaliste du temps, ils ne croient pas qu'il existe des chances ou possibilités véritables mais seulement l'idée que les événements sont probables à 100%.
La faisabilité de tester le déterminisme dépend de ce que nous savons, ou pensons que nous pouvons savoir, de la possibilité d'une théorie du tout finale englobant tout. Certains physiciens remettent en question la possibilité du déterminisme au motif que certaines interprétations de la mécanique quantique stipulent que l'univers est fondamentalement indéterministe, comme l'école de Copenhague, alors que d'autres interprétations sont déterministes, par exemple la théorie de De Broglie-Bohm et la théorie des mondes multiples.
La théorie du chaos décrit la façon dont un système peut présenter un comportement déterministe étonnant qui est difficile à prévoir : comme dans l'effet papillon, des variations mineures entre les conditions de départ de deux systèmes peuvent se traduire par des différences majeures. Pourtant, la théorie du chaos est une thèse totalement déterministe ; elle démontre simplement le potentiel de conséquences très différentes à partir de conditions initiales très similaires. Bien comprise, elle éclaire et renforce alors l'allégation déterministe.

## Implications pour la morale

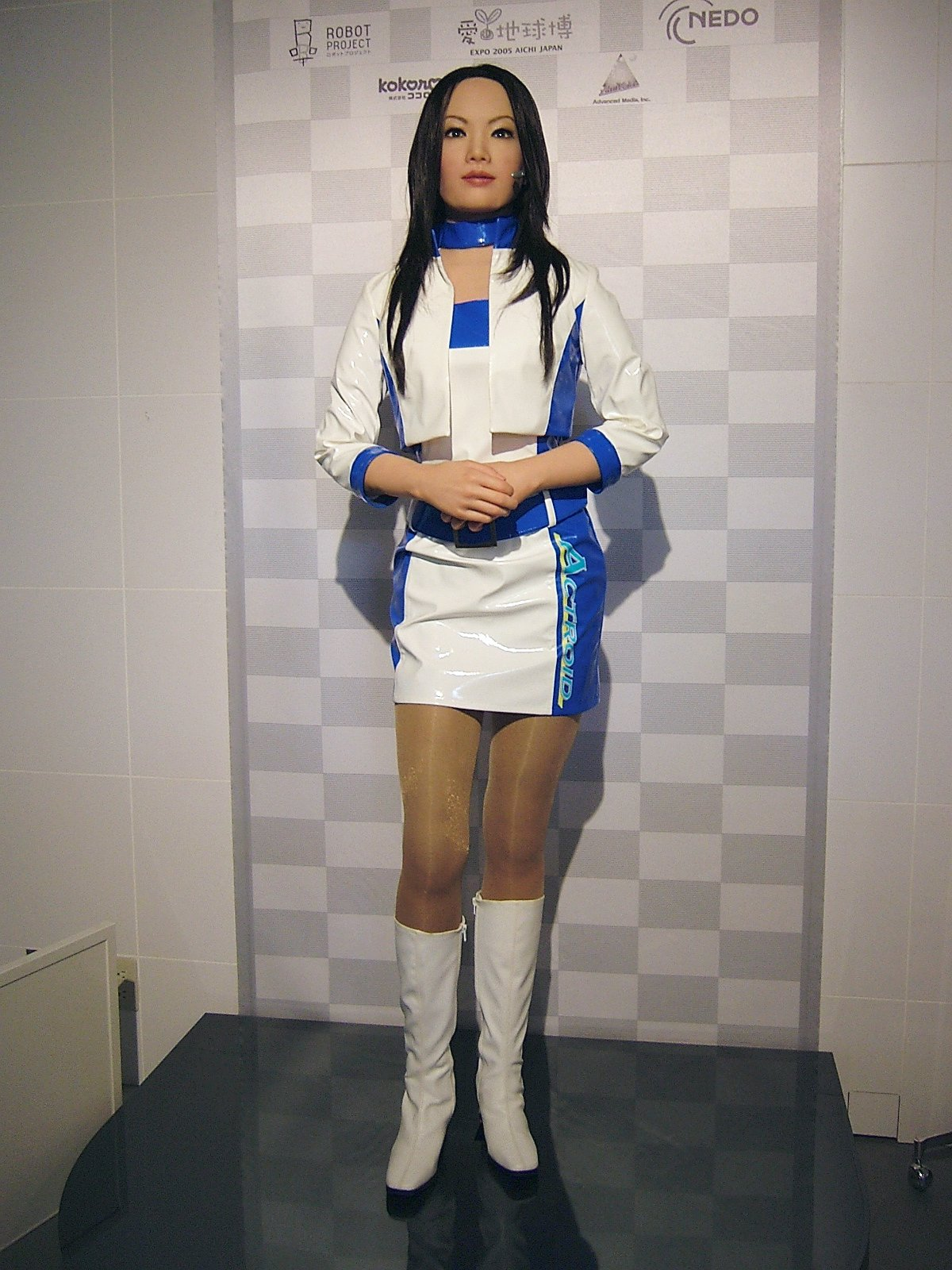
Certains adeptes du déterminisme dur considèrent que les êtres robotiques dotés d'une intelligence suffisante sont soumis à une responsabilité morale. (illustration : essai de construction de machines imitant la vie)

Les déterministes durs rejettent le libre arbitre. Les critiques suggèrent souvent que, ce faisant, le déterministe dur rejette également l'éthique. La clé de cet argument repose sur l'idée que tenir une personne moralement responsable exige d'eux de faire un choix entre deux, ou plus, véritables solutions de rechange possibles. Si le choix est en effet impossible, alors il serait incorrect de tenir toute personne moralement responsable de ses actes. Si cet argument tient, les déterministes durs sont limités à l'amoralisme.
Ces déterministes durs qui défendent le réalisme moral seraient opposés à la prémisse que le libre arbitre acausal est nécessaire pour l'éthique. Ceux qui sont également éthiquement naturalistes peuvent aussi souligner qu'il existe de bonnes raisons de punir les criminels : c'est une possibilité de modifier leur comportement, ou leur punition peut avoir un effet dissuasif pour les autres qui autrement pourraient agir de la même manière. Le déterministe dur pourrait même soutenir que cette compréhension de la vérité et des diverses causes du comportement d'un psychopathe par exemple, leur permet de répondre encore plus raisonnablement ou avec compassion.
Les déterministes durs reconnaissent que les humains, dans un certain sens, « choisissent », ou délibèrent – bien que d'une manière qui obéit à des lois naturelles. Par exemple, un déterministe dur pourrait voir les humains comme des sortes de machines pensantes, mais croire qu'il est inexact de dire qu'« ils en sont venus à une décision » ou ont « choisi » ; cela illustre par ailleurs la raison pour laquelle ils considèreront volontiers un robot qui simule un humain dans ses moindre détails comme équivalent à un être humain (voir fonctionnalisme).

## Effets psychologiques de la croyance au déterminisme dur
William James, philosophe américain pragmatiste, a forgé le terme « déterminisme doux » dans un influent essai intitulé The Dilemma of Determinism. Il argumente contre le déterminisme, jugeant que la question importante n'est pas la responsabilité personnelle, mais l'espoir. Il croit que le déterminisme mené à son extrême conduit soit à un sombre pessimisme ou à un subjectivisme dégénéré dans le jugement moral. Il propose que le moyen d'échapper à ce dilemme est de donner un rôle au hasard. James prend soin d'expliquer qu'il « débattrait plutôt des objets que des mots » cependant. Il n'a pas insisté en disant que le remplacement du déterminisme par un modèle incluant le hasard signifierait que nous disposions du « libre arbitre ».
Le déterministe contre-argumenterait qu'il y a encore des raisons d'espérer. Que l'univers soit ou non déterminé ne change pas le fait que l'avenir est inconnu et pourrait très bien toujours l'être. D'un point de vue naturaliste, les actions d'une personne jouent encore un rôle dans la forme de cet avenir. Thomas W. Clark, fondateur et directeur du Centre pour le naturalisme, explique que les humains ne sont pas simplement les jouets de forces naturelles dans l'univers – mais que nous sommes nous-mêmes des exemples de ces forces.

## Source de la traduction
- (en) Cet article est partiellement ou en totalité issu de l’article de Wikipédia en anglais intitulé « Hard determinism » (voir la liste des auteurs).